# رامك نيك طلب
رامك نیک طلب (مواليد 1969 في طهران) (/ ra؛ 'mæk، ni: k.'tæ.læb' / - بالفارسية: رامک نیک طلب) هي مترجمة ومؤلفة الأدب الفارسي من إيران. تخصصها في أدب الأطفال.

## سيرة شخصية
ولدت راماك نقطلاب في عام 1969  في عائلة نقطالب في طهران. والدها هو أحمد نقطالب (كان شاعرًا إيرانيًا) ووالدتها فرخنده محمودي (فنانة من إيران). بابك وبوبك أشقاؤها.
تخرجت رامك من جامعة طهران بدرجة في الأدب الإنجليزي ثم درس الإدارة العامة. بدأت راماك الكتابة والترجمة منذ أن كانت مراهقة.   وهي من أوائل أعضاء جمعية الكتاب الإيرانيين للأطفال والمراهقين (نيفيساك). وهي أول من ترجم روايات بيتر بان  وسارة كرو  إلى اللغة الفارسية. وهي مؤلفة قصص شخصيتين إيرانيتين وطنيتين هما دارا و سارة. من هذه الشخصيات الخيالية، تم صنع دمى تحمل نفس الاسم، ويرتدون ملابس مختلفة من القبائل الإيرانية.
دخلت بجدية ومهنية مجال الترجمة والكتابة للأطفال والمراهقين منذ عام 1990، وكان أول كتاب لها هو مجموعة «سام فایرفایتر» المكونة من 6 مجلدات.

## بعض أعمالها

### التجميعات
- حكايات للصف الأول (بالفارسية: قصه هایی برای کلاس اولی)، دار الزيتون للنشر [16]
- مدرس، بستاني من اللطف: مجموعة قصائد للمراهقين (بالفارسية: معلم، باغبان مهربانی: مجموعه شعر برای نوجوانان)؛ مع بابك نيك طلب، منشورات باكنيفيس [17]
- الأم، ملاك اللطف: مجموعة قصائد للمراهقين (بالفارسية: مادر، فرشته مهربانی: مجموعه شعر برای نوجوانان)؛ مع بابك نيك طلب، منشورات باكنيفيس [18]
- وضع المؤلف في روسيا (بالفارسية: وضعیت نویسنده في روسيا)، مجلة الأدب الخيالي [19] [20] [21] [22]
- دارا وسارا في كرمان (بالفارسية: دارا وسارا در کرمان)، معهد التنمية الفكرية للأطفال والشباب [23] [24]
- دارا وسارا فی همدان (بالفارسية: دارا وسارا در همدان)، معهد التنمية الفكرية للأطفال والشباب [25]
- دارا وسارا في فارس (بالفارسية: دارا وسارا در فارس)، معهد التنمية الفكرية للأطفال والشباب [26]
- دارا وسارا في خراسان (بالفارسية: دارا وسارا در خراسان)، معهد التنمية الفكرية للأطفال والشباب [27]